# Bemmathi, Piriyapatna
Bemmathi là một làng thuộc tehsil Piriyapatna, huyện Mysore, bang Karnataka, Ấn Độ.